# Stenoconops niger
Stenoconops niger är en tvåvingeart som beskrevs av Krober 1939. Stenoconops niger ingår i släktet Stenoconops och familjen stekelflugor. Inga underarter finns listade i Catalogue of Life.